# Šiauliai län
Šiauliai är ett län i norra Litauen. Totalt har länet 291 357 invånare (2013) och en area på 8 540 km². Huvudstaden är Šiauliai. En sevärdhet i närheten av Šiauliai är Korskullen, där människor under lång tid har placerat kors.
Den 1 juli 2010 avskaffades länsstyrelsen, varefter länet numera endast är en territoriell och statistisk enhet.

## Källor

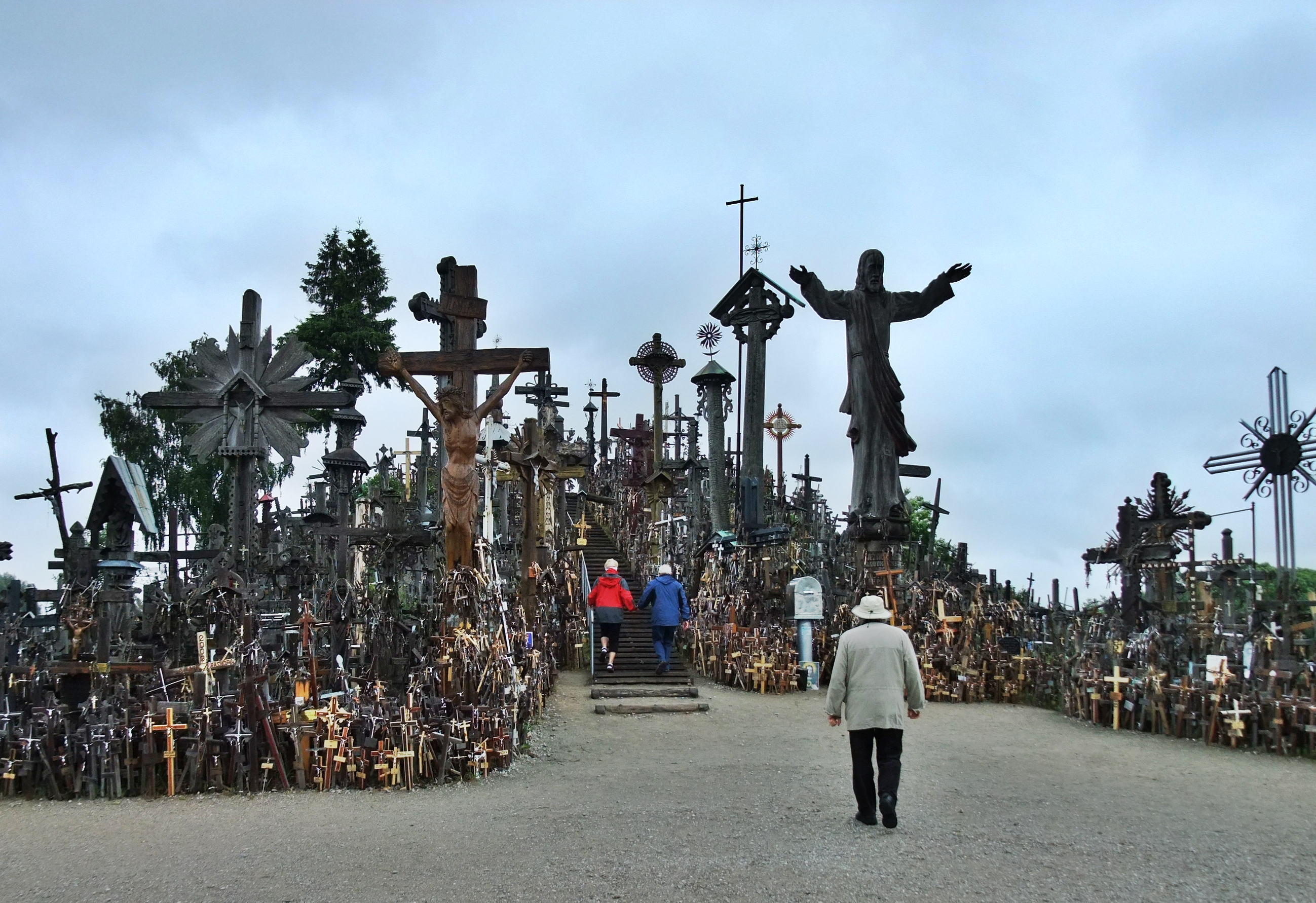
Korskullen.

## Kommuner
- Akmenė landskommun
- Joniškis landskommun
- Kelmė landskommun
- Pakruojis landskommun
- Radviliškis landskommun
- Šiauliai stad
- Šiauliai landskommun